# Jacques Milet
Jacques Milet (* 1425 in Paris; † 1466) war ein französischer Dichter.

## Leben und Werk
Jacques Milet studierte Rechtswissenschaft in Orléans und schrieb von 1450 bis 1452 für König Karl VII. in 27 000 Versen als eine Art weltliches Mysterienspiel das Drama Istoire de la destruction de Troie la Grant (Geschichte der Zerstörung des großen Troja). Quelle war die Historia destructionis Troiae des Aegidius Romanus (auch: Guido de Columna). Erstmalig wird von Jacques Milet ein Thema der Antike in Szene gesetzt. Der Autor steht ganz auf Seiten der Trojaner. Achilles wird negativ dargestellt. Höhepunkte sind die Klagen Helenas über den Tod des Paris und Priamos’ über den Tod Hektors.
1459 schrieb Jacques Milet La forest de tristesse (Der Wald von Traurigkeit) über die Irrfahrt eines Liebenden, der von seiner Dame gnadenlos behandelt wird.

## Werke
- L’Istoire de la destruction de Troye la Grant translatée de latin en francoys, mise par parsonnages et composée par maistre Jacques Milet. Hrsg. Edmund Stengel. N. G. Elwert, Marburg 1883.